# Komm, süßer Tod

Logo de Neon Genesis Evangelion.

Komm, süßer Tod, conocida en inglés como Come, Sweet Death, en japonés como Amaki shi yo, kitare (甘き死よ、来たれ?) y en español como Ven, dulce muerte, es una canción interpretada por Arianne Schreiber y compuesta por Hideaki Anno para la película de 1997, The End of Evangelion. Es respaldada por el piano, órgano de barras y diversos arreglos de cuerda de Shirō Sagisu. Schreiber lanzó dos nuevas versiones de la canción en marzo de 2012.
Cuenta además, en la versión original, con los coros del London Gospel Choir. La progresión de acordes de los versos es muy similar a la del Canon de Pachelbel, además de contar con una similitud estilística a Hey Jude de The Beatles.
Las letras originales fueron escritas por el creador de Neon Genesis Evangelion, Hideaki Anno, para la versión en japonés de la canción y traducido al inglés por Mike Wizgowski, con las dos versiones diferentes notablemente en importancia y significado. Un remix de la canción se ha utilizado en Super Robot Wars Alpha 3, adecuadamente durante el End of Evangelion mission. Es en su mayoría fiel a la canción original, aunque solo el primer semestre de toda la canción es original remezclada. Además, no hay ningún vocalista. Una versión R & B, llamada Komm, Süßer Tod Tumbling Down-Mix, se encuentra en el álbum EVANGELION VOX. La canción es interpretada por un artista diferente, y los sonidos son un poco más alegres y positivos que el original.

## Interpretación
La canción, de carácter relativamente pesimista, se refiere tanto al suicidio metafórico y el literal, así como también a un inminente fin del mundo. Interpretaciones en cuya perspectiva de la historia está escrita y su significado exacto que se incluya una forma de disculpa por Shinji Ikari o Asuka Langley Sōryū por sus acciones de uno contra el otro, o sea una referencia a los acontecimientos de la Instrumentalización, haciendo uso de las palabras de Rei Ayanami en la serie ("quiero volver a nada"). 
En The End of Evangelion, la canción aparece cuando Shinji expresa su deseo de acabar con el mundo a causa de la injusticia y su propia cobardía para llegar a otros porque solo lo hirieron a cambio, siendo el tema musical de la escena del Tercer Impacto.